# Валтонен, Ярмо
Я́рмо Ва́лтонен (фин. Jarmo Valtonen; род. 29 ноября 1982, Эспоо, Финляндия) — финский конькобежец. Участник чемпионатов мира и Европы.
На общих соревнованиях по фигурному катанию завоевывал: золотую медаль в 2003, 2004, 2006 и 2007 годах, и бронзовую в 2001 году; на чемпионате по спринтеру завоевал бронзу в 2002 году. 